# Marcos Díaz Mastellari
Marcos Díaz Mastellari (La Habana, 11 de enero de 1945-15 de agosto de 2023) es un médico de nacionalidad cubana. Fue presidente de la Sociedad Cubana de Medicina Bioenergética y Naturalista (1999-2010). Actualmente es miembro del Consejo Científico del Centro para la Medicina Natural y Tradicional del Ministerio de Salud Pública de Cuba.

## Biografía
Mastellari nació y se crio en Artemisa (Cuba), de familia italiana, es nieto del reconocido pintor Italiano Filippo Mastellari. Se graduó de Doctor en Medicina en la Universidad de La Habana en 1969, Especialista de Primer Grado en Psiquiatría.
Es Decano de FESMI, Facultad de Educación en Salud y Medicina Integrada de la Universidad La Concordia de México.
Se desempeñó como especialista encargado del desarrollo de la MTN en el Centro Latinoamericano para la Medicina de Desastres (CLAMED) del 2001 al 2003. Fue Jefe del Servicio de Medicina Holística del CIREN desde sus creación en 1993 hasta el año 2000. Es miembro de diversas instituciones educativas y de investigación en Cuba y Puerto Rico. Ha sido profesor en universidades de Cuba, Estados Unidos, Nicaragua, Puerto Rico y México.
Es además escritor de varios libros sobre medicina bioenergética y medicina China Tradicional. Se destacan dos de sus publicaciones en la editorial española, Mandala Ediciones: "La mente sus procesos y sus trastornos a la luz" y  "La historia como herramienta en la Medicina tradicional China".
Mastellari muere el 15 de agosto de 2023.

## Obras
- La mente, sus procesos y sus trastornos  la luz de la Medicina Tradicional China. ISBN 9788483526811

- La Historia como herramienta en la Medicina China Tradicional. ISBN 9788483529201
- Cuadernos de Medicina China Tradicional volumen 1. ISBN 9788417168339
- Cuadernos de Medicina China Tradicional Vol.2 Canales y colterales. ISBN 9788417693282

- Tui Na médico El masaje terapéutico tradicional chino. ISBN 9788483524947

- Los microsistemas del cuerpo humano Medicina bioenergética y natural. ISBN 9788483523155
- El masaje terapéutico chino GUA SHA Técnica de raspado.  ISBN 9788483529478